# Joseph Schwind

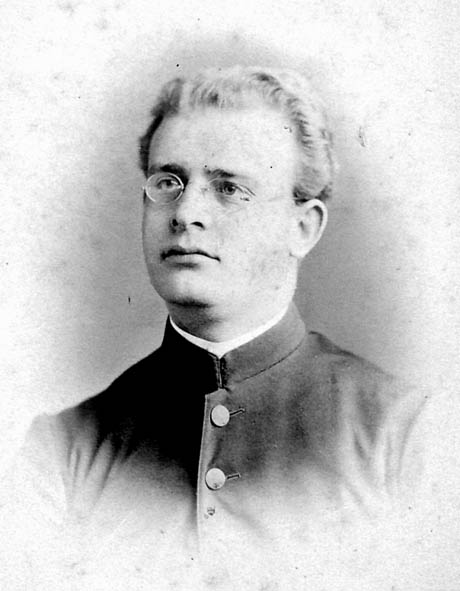
Joseph Schwind ca. 1885

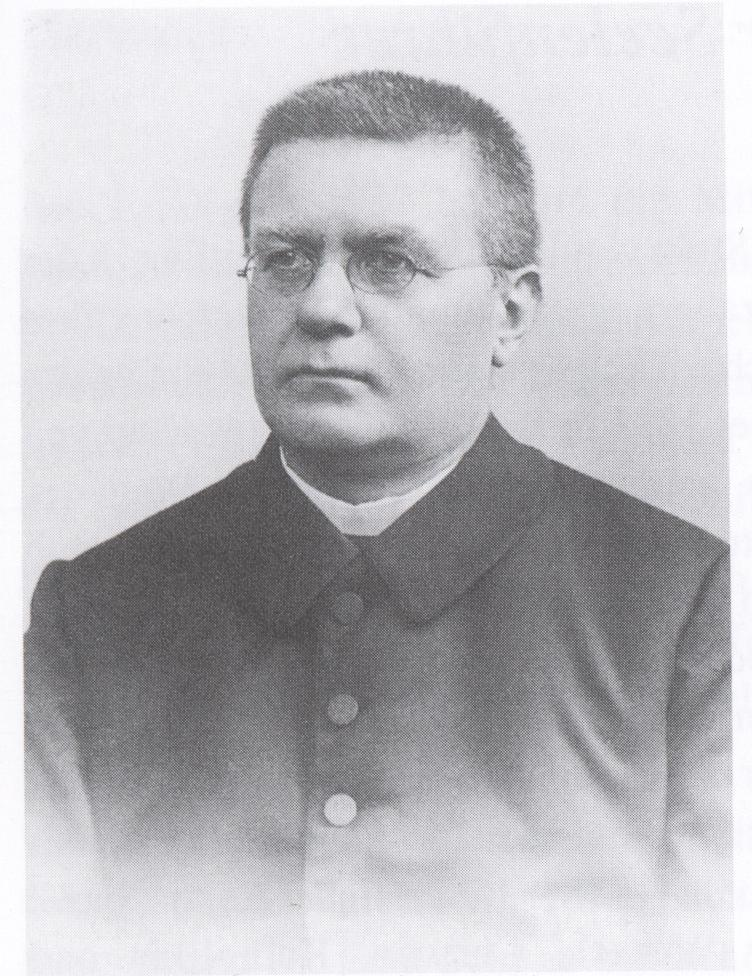
Joseph Schwind ca. 1895

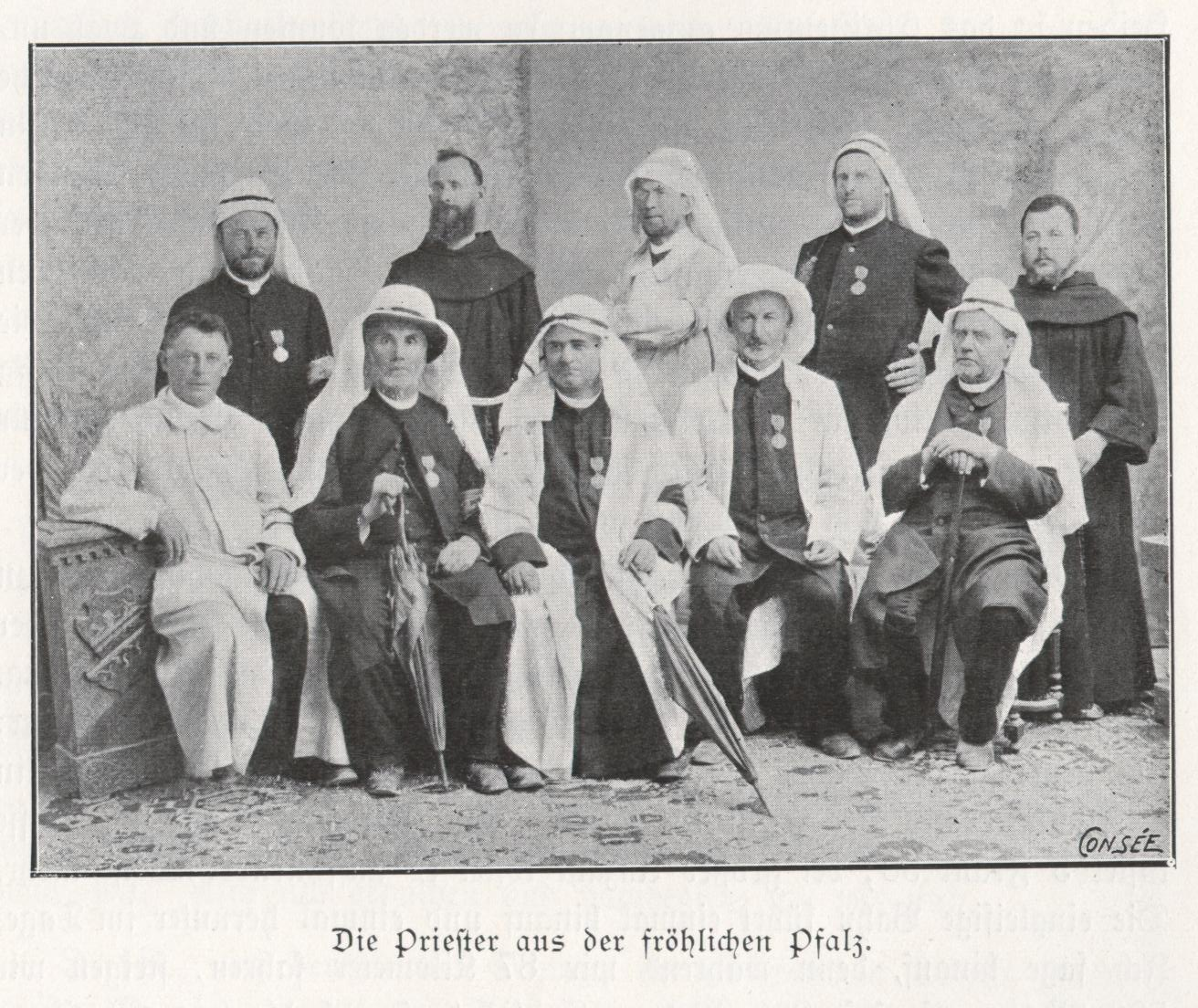
Joseph Schwind (vordere Reihe, ganz rechts außen) als Pilger im Hl. Land, 1904; vordere Reihe mittig (mit vorstehendem Schirm), Pf. Eugen Breitling, der Edith Stein taufte u. zu seinem Freund Joseph Schwind sandte.

Joseph Schwind  (* 28. November 1851 in Schifferstadt; † 17. September 1927 in Speyer) war ein katholischer Priester, Domkapitular und Generalvikar der Diözese Speyer, Päpstlicher Hausprälat, Berater und Seelenführer der Heiligen Edith Stein während ihrer Speyerer Zeit.

## Herkunft und Werdegang
Joseph Schwind, am 28. November 1851 in Schifferstadt bei Speyer geboren, studierte am Canisianum in Innsbruck Theologie und empfing die Priesterweihe am 13. August 1876, in Mainz aus der Hand von Bischof Wilhelm Emmanuel von Ketteler – wegen vorübergehender Vakanz des Speyerer Bischofsstuhles. Gleich nach der Priesterweihe berief man ihn zum Präfekten, 3 Jahre später zum Direktor des bischöflichen Konviktes St. Joseph in Speyer. Hier bewährte sich Schwind 21 Jahre lang in der Erziehung junger Menschen, bis ihm schließlich 1897 die schwierige Großstadtpfarrei Kaiserslautern St. Martin anvertraut wurde, ehe ihn der Speyerer Bischof Konrad von Busch am 3. März 1909 zum Domkapitular ernannte und ihn als Dompfarrer einsetzte. 1912 erfolgte die Bestellung zum Domkustos, dem Hüter der Kathedralkirche, wodurch er sich profundes Wissen über sein Pflegeobjekt aneignete. Nach dem Tod des Prälaten und Ordensstifters Jakob Friedrich Bussereau wirkte der Domherr zusätzlich als bischöflicher Kommissar für die von jenem gegründeten Häuser der Paulusschwestern in Herxheim bei Landau und in Queichheim. Als besondere Auszeichnung verlieh ihm Papst Benedikt XV. 1916 den Titel eines Päpstlichen Hausprälaten.
Am 1. März 1924 übertrug Bischof Ludwig Sebastian dem Domkapitular Joseph Schwind, das Amt des Generalvikars der Diözese Speyer, womit er – nach dem Oberhirten – zum zweitwichtigsten Mann des Bistums aufsteigt. Diese hohe Stellung behielt er bis zu seinem plötzlichen Tod, der ihn am 17. September 1927, während seiner unermüdlichen Seelsorgetätigkeit, nämlich beim Beichthören im Dom ereilt.
Joseph Schwind war ein Universalgelehrter im Priestergewand. Sein Leben lang beeindruckte er durch ein umfassendes Wissen in Theologie und Philosophie, als Aktivist des Historischen Vereins der Pfalz verfasste er mehrere Publikationen und faszinierte seine Zuhörer bei Vorträgen über Kirchengeschichte. In seiner Funktion als Generalvikar beschrieb man ihn als „zähen Arbeiter, klug, pflichtbewusst und tatkräftig, wohlwollend, verständnisvoll, tief innerlich, mit einer feinen, verhaltenen Frömmigkeit“.
Er verfasste u. a. eine Biographie über Wilhelm Molitor und besorgte eine Neuauflage von dessen Domliedern. Der Domherr war Inhaber des Luitpold Kreuzes und des König Ludwig-Kreuzes; 1904 nahm er an der 1. Bayerischen Volkswallfahrt ins Heilige Land teil.

## Seelenführer und Vertrauter der Hl. Edith Stein
Edith Stein (Seligsprechung 1987, Heiligsprechung 1998) war eine ursprünglich jüdische, dann atheistische Philosophin, die sich zum röm.-katholischen Glauben bekehrte, als Nonne in den Karmeliterorden eintrat und schließlich 1942 in Auschwitz ermordet wurde. Sie ließ sich an Neujahr 1922 in Bad Bergzabern, vom dortigen Stadtpfarrer Eugen Breitling taufen, der sie zunächst seelsorgerisch betreute. Als der erfahrene Pfarrer Breitling bemerkt, dass das theologische und philosophische Wissen der Konvertitin sein eigenes weit überragt, sandte er sie zu seinem Freund und ehem. Mitschüler, Domkapitular Joseph Schwind nach Speyer. Er schrieb darüber in einem Brief an Schwind:

„Joseph, ich habe hier eine Konvertitin, die weit über mir steht und mich an theologischem Wissen beschämt. Du musst mir helfen, ich empfehle sie Dir. Hier kann ich nicht mit, das muss ich schon einem Größeren überlassen. Das ist deine Arbeit. Sei so gut und nimm dieses Fräulein in Deine Hut.“

Joseph Schwind widmete sich seiner neuen Aufgabe als Seelenführer einer jüdischen Konvertitin mit gewohntem Eifer. Gleichwohl stellte ihn die tiefgründige Frau immer wieder auf harte Proben. Aus den Akten ihres Seligsprechungsprozesses ist die bezeichnende Äußerung Schwinds überliefert: 

„Oh diese Philosophin! Sie kann mehr Fragen stellen, als 10 gelehrte Theologen beantworten können!“

 Als Schwinds Nichte Anna bemerkte, welche Belastung die häufigen Besuche Edith Steins für den betagten Onkel sind, bat sie ihn, sich zu schonen, wurde aber von ihm zurückgewiesen. Der pflichtbewusste Geistliche nahm seine Aufgabe so ernst, dass Edith Stein ihn als ihren geistlichen Vater betrachtete und schließlich keine wichtigen Entscheidungen mehr traf, ohne vorher seinen Rat eingeholt zu haben. Schwind bemühte sich aber nicht nur um die wissenschaftliche und religiöse Entwicklung seines Schützlings, sondern verschaffte ihr auch eine Stelle als Lehrerin an der Mädchenschule der Dominikanerinnen in Speyer. Die Konvertitin nahm ihre Wohnung im Pfortenhaus des Klosters St. Magdalena, in unmittelbarer Nähe des Domes und der Wohnung von Prälat Schwind. Da sie kaum mehr Beziehungen zur eigenen Familie unterhielt, wuchs sie immer mehr in die Joseph Schwinds hinein. Ein besonderes Verhältnis entwickelte sich dabei zu seinen beiden ledigen Nichten Anna und Lisette Schwind, die ihm den Haushalt führten, sowie zum Neffen Konrad Schwind (1898–1976), der 1923 ebenfalls die Priesterweihe empfing. Edith Stein verfasste 1926 ein liebevolles Gedicht zum goldenen Priesterjubiläum von Generalvikar Schwind und bei seinem Tod 1927, einen von tiefer Dankbarkeit durchdrungenen Nachruf im Korrespondenzblatt des Canisianums Innsbruck Dort schreibt sie u. a.: 

„Unerschütterlich war sein Vertrauen auf die Führung der göttlichen Vorsehung und auf die Kraft des Gebetes; dazu wusste er zu erziehen und damit in Lagen, wo aller menschlicher Rat versagte, Trost und Ruhe zu geben. Vorbild uns allen, nun aber ein treuer Fürsprecher beim Vater.“

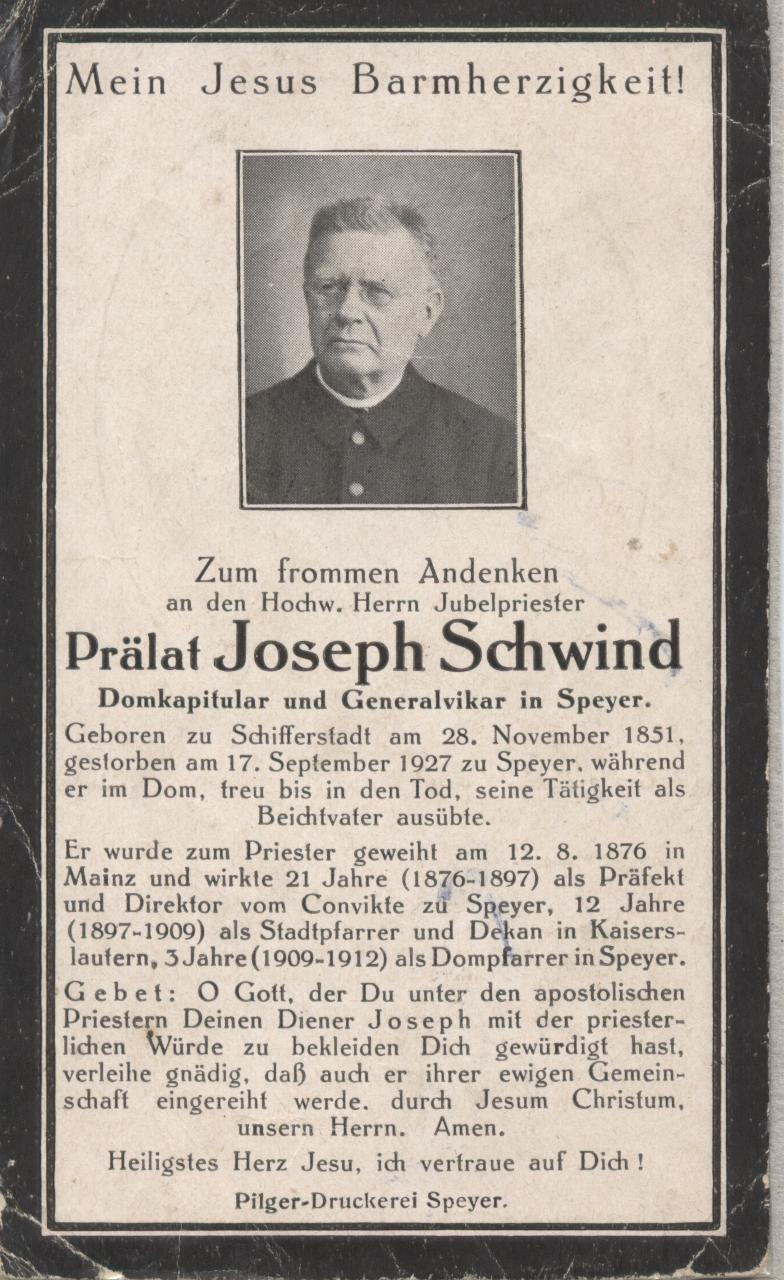
Sterbebildchen Joseph Schwind, 1927

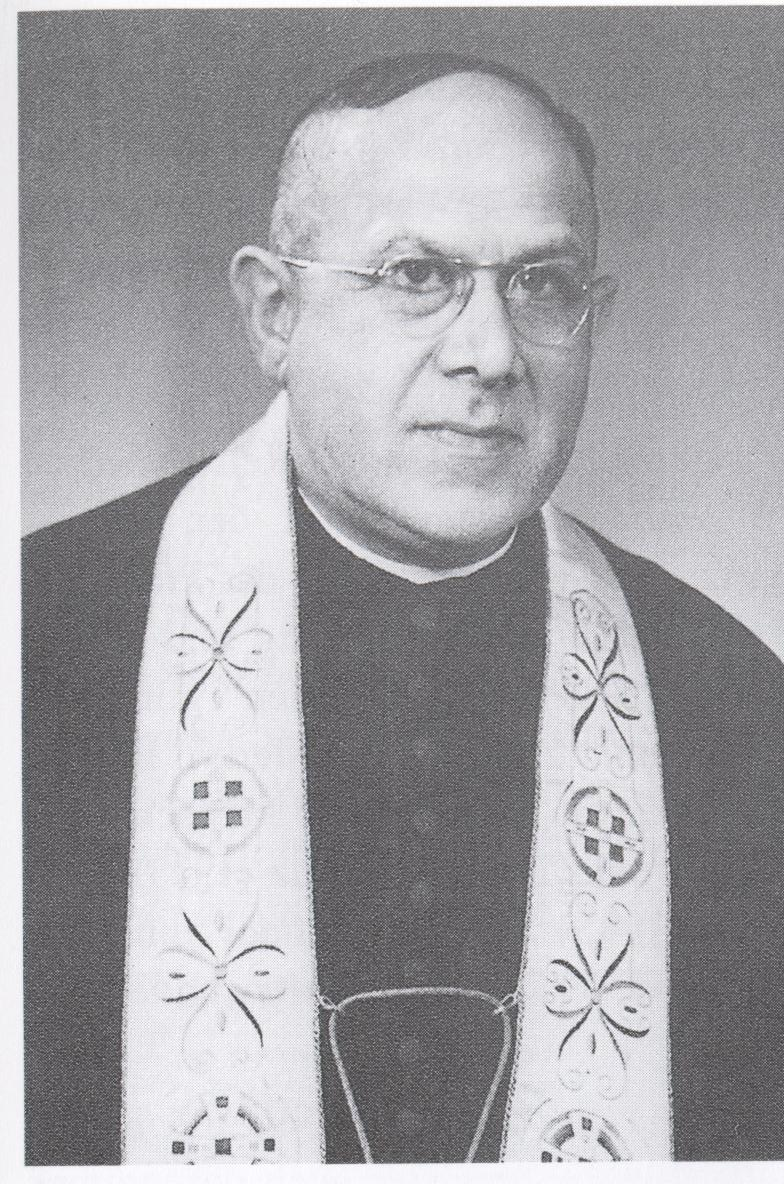
Pfarrer Konrad Schwind, Neffe von Joseph Schwind. Ihn ließ Edith Stein auf dem Weg nach Auschwitz grüßen

Über den plötzlichen Tod von Joseph Schwind berichtet der damalige Domkaplan Philipp Weindel in folgender Weise: 

„Er hatte seinen Beichtstuhl im Dom in der Nähe des meinigen. Plötzlich hörte ich ein Gerumpel und als ich aus dem Beichtstuhl hinausschaute, war Prälat Schwind aus dem Beichtstuhl gefallen. Er hatte einen Schlaganfall erlitten. Mein Mitkaplan im anderen Seitenschiff des Domes hörte auch das Geräusch, kam herüber und wir trugen den schwerkranken Prälaten in eine Bank, wo er nach wenigen Minuten verstarb. Bald darauf kam Fräulein Dr. Stein, die inzwischen von dem Schlaganfall ihres Beichtvaters gehört hatte, in den Dom. Mein Mitkaplan und ich trugen den inzwischen Verstorbenen in seine Wohnung, wohin uns Fräulein Dr. Stein begleitete.“

Auch nach dem Tod von Joseph Schwind riss Edith Steins Kontakt zur Familie ihres Seelenführers nicht ab. Sie verließ Speyer 1931 und trat von 1932 bis 1933 eine Stelle am deutschen Institut für wissenschaftliche Pädagogik in Münster an. Aber bis zu ihrem lang ersehnten Eintritt ins Karmeliterkloster Köln-Lindenthal besuchte sie öfter den Priester Konrad Schwind und seine nunmehr ihm als Haushälterinnen dienenden Schwestern Anna und Lisette (Neffe und Nichten ihres verstorbenen Seelenführers) in Schweix und in Frankenthal-Mörsch, wo der Priester nun als Ortspfarrer wirkte. Die Aufnahme in den Kölner Karmel erfolgte am 15. Oktober 1933 und Edith Stein erbat sich zur Einkleidungszeremonie die Anwesenheit eines Mitgliedes der ( – ihrer – ) Familie Schwind, weshalb Lisette Schwind daran teilnahm.
Angesichts der zunehmenden Bedrohung im nationalsozialistischen Deutschland floh die Jüdin Edith Stein – nun Schwester Teresia Benedicta a Cruce – in der Silvesternacht 1938 nach Holland in den Karmel zu Echt. Nach der deutschen Besetzung der Niederlande spitzte sich auch dort die Situation dramatisch zu. Ein Versuch, in die Schweiz zu übersiedeln scheiterte. Als die Judenverfolgung in Holland immer schlimmere Züge annimmt, prangern die dortigen Bischöfe in ausdrücklicher Abstimmung mit Papst Pius XII., das Unrecht am 26. Juli 1942 in einem scharfen Hirtenbrief an. Wutentbrannt verfügten die braunen Machthaber nun auch die Deportation der bis zu diesem Zeitpunkt verschonten Juden, welche zum christlichen Glauben konvertiert waren. Infolge dieser Reaktion – übrigens der Grund für den später so stark kritisierten Verzicht des Papstes auf seine geplante öffentliche Stellungnahme zu dieser Problematik – verhaftete die SS am 2. August 1942 Edith Stein im Echter Karmeliterkloster. Die Nonne wurde in den Osten deportiert u. dort ermordet (vermutlich am 9. August 1942 in Auschwitz). Ihr letzter Weg ins Vernichtungslager führte sie aus Holland, mit der Eisenbahn quer durch Deutschland. Es fügte sich, dass auch hier Schifferstadt und die Familie Schwind nochmals eine Rolle spielten. Der Gefangenenzug hielt nämlich am 7. August 1942 just auf dem Schifferstadter Bahnhof an und Edith Stein gelang es dort, mit verschiedenen Leuten Kontakt aufzunehmen. Unter anderem fragte sie den Stationsvorsteher Valentin Fouquet, ob er die Familie des Priesters Konrad Schwind kenne, trug ihm Grüße an ihn und die ganze Familie auf und ließ ihnen ausrichten: „Schwester Benedicta a Cruce ist im Himmel – ihr Kreuzweg ist vollendet!“ Von dieser Szene gibt es eine eindrucksvolle, moderne Darstellung des verstorbenen Grünstadter Künstlers Karl Unverzagt. Dem zufällig auf dem Bahnsteig wartenden Priester Ferdinand Meckes aus Ludwigshafen am Rhein konnte sie einen Zettel mit den Worten zuspielen: „Grüße von Schwester Teresia Benedicta a Cruce. Unterwegs ad Orientem (=nach dem Osten)“.

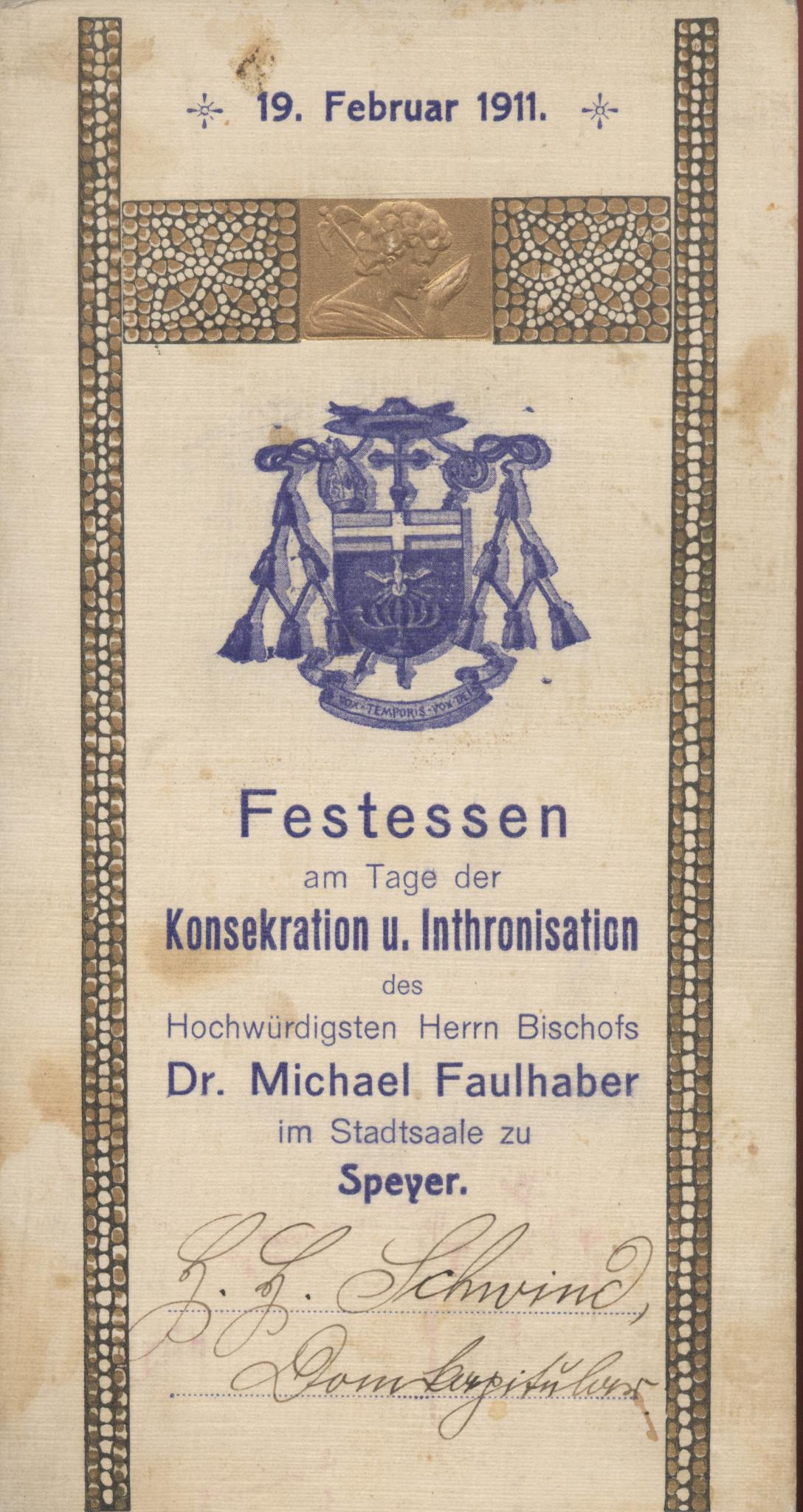
Einladungskarte aus dem persönlichen Besitz von Domkapitular Joseph Schwind, zum Festessen anlässlich der Inthronisation von Bischof Michael Faulhaber, Speyer, 1911

## Schriften
- Die St. Martinskirche in Kaiserslautern – ein Blick in ihre Geschichte. Eigenverlag Joseph Schwind, Kaiserslautern 1902.
- Oberstudienrat Dr. W. v. Markhauser als Gymnasialprofessor und Studiendirektor in Speyer (1871–1887). Jäger’sche Buchdruckerei, Speyer 1910.
- Damian Hugo Philipp Graf von und zu Lehrbach (1738–1815) der Wohltäter der Speyerer Domkirche. Vortrag zu seinem hundertjährigen Todestage, gehalten in der Versammlung der kath. Lesegesellschaft in Speyer am 7. November 1915. Jäger’sche Buchdruckerei, Speyer 1915.
- Dr. Wilhelm Molitor (1819–1880) in seinem Leben und Wirken. Nach einem Vortrage zu seinem 100jährigen Geburtstage. Pfälzer Volksbote, Kaiserslautern 1920.